# Finale della Coppa dei Campioni 1984-1985
La finale della 30ª edizione di Coppa dei Campioni si disputò il 29 maggio 1985 presso lo stadio Heysel di Bruxelles tra gli inglesi del Liverpool e gli italiani della Juventus. All'incontro assistettero circa 58 000 spettatori.
L'incontro, arbitrato dallo svizzero André Daina, vide la vittoria della squadra bianconera per 1-0 sancendo il primo trionfo juventino in Coppa dei Campioni, e contestualmente la fine del dominio inglese nella competizione, le cui squadre avevano vinto sette delle otto precedenti edizioni.
L'attesa sugli spalti venne funestata dalla cosiddetta strage dell'Heysel nella quale morirono 39 spettatori e oltre 600 rimasero feriti: ciò nonostante Juventus e Liverpool furono obbligate da autorità e organizzatori a giocare ugualmente la finale per motivi di ordine pubblico, dopo che venne dichiarato lo stato d'assedio in città.

## Le squadre
| Squadre   | Partecipazioni precedenti (il grassetto indica la vittoria) |
| --------- | ----------------------------------------------------------- |
| Juventus  | 2 (1973, 1983)                                              |
| Liverpool | 4 (1977, 1978, 1981, 1984)                                  |

## Il cammino verso la finale
La Juventus, allenata da Giovanni Trapattoni, esordì contro i finlandesi dell'Ilves che sconfisse con un risultato aggregato di 6-1. Agli ottavi di finale gli svizzeri del Grasshoppers furono travolti da un complessivo 6-2. Ai quarti la squadra torinese ebbe la meglio sui cecoslovacchi dello Sparta Praga, centrando la qualificazione con un 3-0 in casa che di fatto rese ininfluente la sconfitta per 0-1 rimediata a Praga. In semifinale i Bianconeri affrontarono i francesi del Bordeaux, ipotecando di fatto l'accesso alla finale con il 3-0 maturato all'andata al Comunale, nonostante nel retour match al Parc Lescure i girondini avessero tenuto in bilico l'esito della qualificazione fino all'ultimo con un'ininfluente vittoria 2-0.
Il Liverpool di Joe Fagan, campione in carica, iniziò il cammino nel torneo contro i polacchi del Lech Poznań, battendoli con un risultato complessivo di 5-0. Agli ottavi i lusitani del Benfica furono battuti 3-1 in Inghilterra, rendendo ininfluente la sconfitta per 0-1 nella gara di ritorno in Portogallo. Ai quarti di finale i Reds incontrarono gli austriaci dell'Austria Vienna, battendoli con un risultato aggregato di 5-2. In semifinale i greci del Panathīnaïkos persero sia l'andata ad Anfield sia il ritorno all'Alexandras coi risultati di 4-0 e 1-0.

## La partita
La finale dell'Heysel, che mise di fronte i campioni in carica di Coppa dei Campioni e quelli di Coppa delle Coppe — peraltro al tempo nelle prime due posizioni del ranking UEFA e già affrontatisi pochi mesi prima nella Supercoppa UEFA —, ebbe luogo con un'ora e mezza di ritardo come conseguenza degli incidenti sugli spalti provocati nel prepartita dagli hooligan britannici: nonostante il tragico contesto in cui persero la vita 39 persone, e che portò il governo belga a dichiarare lo stato d'assedio a Bruxelles, la finale si svolse ugualmente per disposizione congiunta tra l'UEFA, le associazioni nazionali italiana, inglese e belga — quest'ultima incaricata dell'organizzazione dell'evento — oltreché il connazionale Ministero dell'Interno, il sindaco e la polizia della città (nonostante la richiesta esplicita della società bianconera di non disputarla); questo poiché si arrivò alla conclusione che uno sgombero prematuro dello stadio avrebbe potuto aumentare il numero di vittime.
Ritenuta dal punto di vista strettamente sportivo una delle migliori finali disputatasi nelle competizioni europee fino a quel tempo, le due squadre scesero in campo con le formazioni-tipo. Intorno al quarto d'ora del secondo tempo il bianconero Zbigniew Boniek, su un lancio da 50 metri di Michel Platini, s'involò verso la porta avversaria ma venne atterrato da Gary Gillespie: nonostante il fallo fosse avvenuto circa un metro fuori dall'area di rigore, l'arbitro svizzero André Daina, rimasto a circa 25 metri dallo sviluppo dell'azione, assegnò un calcio di rigore per la Juventus, trasformato da Platini il quale spiazzò Bruce Grobbelaar dal dischetto. Il risultato non cambiò fino alla fine dell'incontro e il presidente dell'UEFA Jacques Georges consegnò per la prima volta la coppa ai Bianconeri, che divennero anche la prima squadra nella storia del calcio europeo a mettere in bacheca tutti i tre maggiori trofei confederali per club; a completare il trionfo juventino, con il penalty realizzato Platini emerse quale capocannoniere dell'edizione (assieme a Nilsson dell'IFK Göteborg).
Determinante per la vittoria della Juventus fu l'atteggiamento tattico messo in atto da Trapattoni, il quale sacrificò gli inserimenti del libero Scirea e, in misura minore, del terzino fluidificante Cabrini — caratteristici del sistema di gioco allora usato dalla formazione bianconera — evitando così le veloci ripartenze del Liverpool, ridimensionando l'azione antagonista a tiri da fuori area, alcuni di essi contenuti con sicurezza dal portiere bianconero Tacconi e altri deviati pressoché stabilmente in angolo, ed escludendo di fatto dal gioco i giocatori più pericolosi della compagine britannica attraverso la marcatura a zona messa in atto dalla prima punta juventina Rossi — partendo dal centro dell'attacco e allargandosi sul fianco destro — ai danni del terzino Neal; ciò fece emergere spazi sia sul fianco destro che al centro della difesa Reds per gli inserimenti sul fronte offensivo di Boniek e Briaschi, i quali s'intercambiarono di posizione per mettere in difficoltà la fase difensiva della squadra avversaria, quella a uomo di Bonini sul regista Dalglish, tamponandolo della creazione di manovre offensive oltreché le prestazioni di Platini, il quale prevalse sul proprio marcatore fisso Wark — il più veloce dei centrocampisti inglesi — e dello stopper Brio, altrettanto efficace sul centravanti Rush nel corso dell'intera partita, non concedendogli spazi sia nel gioco a terra sia nei duelli aerei.
Nei giorni successivi, come sanzione per i succitati incidenti prepartita, a tutte le squadre della First Division venne preclusa la partecipazione a qualsiasi competizione confederale per i successivi cinque anni — sei per il Liverpool finalista, per «responsabilità oggettiva».

## Tabellino
| Arbitro: | André Daina |

|                    |           |  |
| Platini 58’ (rig.) | Marcatori |  |

| Juventus | Liverpool |

| Juventus            |    |                   |  |     |
|                     |    |                   |  |     |
| P                   | 1  | Stefano Tacconi   |  |     |
| D                   | 2  | Luciano Favero    |  |     |
| D                   | 3  | Antonio Cabrini   |  |     |
| C                   | 4  | Massimo Bonini    |  |     |
| D                   | 5  | Sergio Brio       |  |     |
| D                   | 6  | Gaetano Scirea    |  |     |
| A                   | 7  | Massimo Briaschi  |  | 84’ |
| C                   | 8  | Marco Tardelli    |  |     |
| A                   | 9  | Paolo Rossi       |  | 89’ |
| C                   | 10 | Michel Platini    |  |     |
| A                   | 11 | Zbigniew Boniek   |  |     |
| Sostituzioni:       |    |                   |  |     |
| P                   | 12 | Luciano Bodini    |  |     |
| D                   | 13 | Nicola Caricola   |  |     |
| C                   | 14 | Cesare Prandelli  |  | 84’ |
| C                   | 15 | Bruno Limido      |  |     |
| C                   | 16 | Beniamino Vignola |  | 89’ |
| Allenatore:         |    |                   |  |     |
| Giovanni Trapattoni |    |                   |  |     |

| P             | 1  | Bruce Grobbelaar |     |     |
| D             | 2  | Phil Neal        |     |     |
| D             | 3  | Jim Beglin       |     |     |
| C             | 4  | Mark Lawrenson   |     | 4’  |
| C             | 5  | Steve Nicol      |     |     |
| D             | 6  | Alan Hansen      |     |     |
| A             | 7  | Kenny Dalglish   |     |     |
| C             | 8  | Ronnie Whelan    |     |     |
| A             | 9  | Ian Rush         |     |     |
| C             | 10 | Paul Walsh       |     | 46’ |
| C             | 11 | John Wark        | 38’ |     |
| Sostituzioni: |    |                  |     |     |
| D             | 12 | Gary Gillespie   |     | 4’  |
| P             | 13 | Chris Pile       |     |     |
| C             | 14 | Sammy Lee        |     |     |
| C             | 15 | Jan Mølby        |     |     |
| C             | 16 | Craig Johnston   |     | 46’ |
| Allenatore    |    |                  |     |     |
| Joe Fagan     |    |                  |     |     |